# Sematophyllum bessonii
Sematophyllum bessonii là một loài rêu trong họ Sematophyllaceae. Loài này được (Renauld & Cardot) Renauld mô tả khoa học đầu tiên năm 1898.